# Forces of Nature
Forces of Nature (título en español: Fuerzas de la naturaleza) es una película de carretera y comedia romántica estadounidense de 1999 dirigida por Bronwen Hughes. Está protagonizada por Ben Affleck y Sandra Bullock.

## Argumento
A unos pocos días de su boda el avión en el que viaja Ben Holmes (Ben Affleck) se sale de la pista por culpa de unos pájaros que estropean uno de los motores, y queda atrapado en Nueva York sin posibilidad alguna de volver rápidamente a los brazos de su nerviosa prometida, Bridget (Maura Tierney), que le espera ansiosa en Savannah.
Ben no se lo piensa dos veces y emprende un alocado y descontrolado viaje junto a otra de las pasajeras del avión, Sarah Lewis (Sandra Bullock), una atractiva joven, impetuosa y divertidamente excéntrica. Al principio la relación entre dos personas tan opuestas resulta complicada, pero pronto empiezan a gustarse. Por ello, pasados los primeros momentos, comienza una mutua atracción irresistible.
De forma inexorable, las fuerzas de la naturaleza los empujan a unirlos para siempre, pero Ben se pregunta continuamente si está siendo sometido a algún tipo de prueba por parte de la vida y duda de su capacidad para poder hacerle frente.

## Reparto

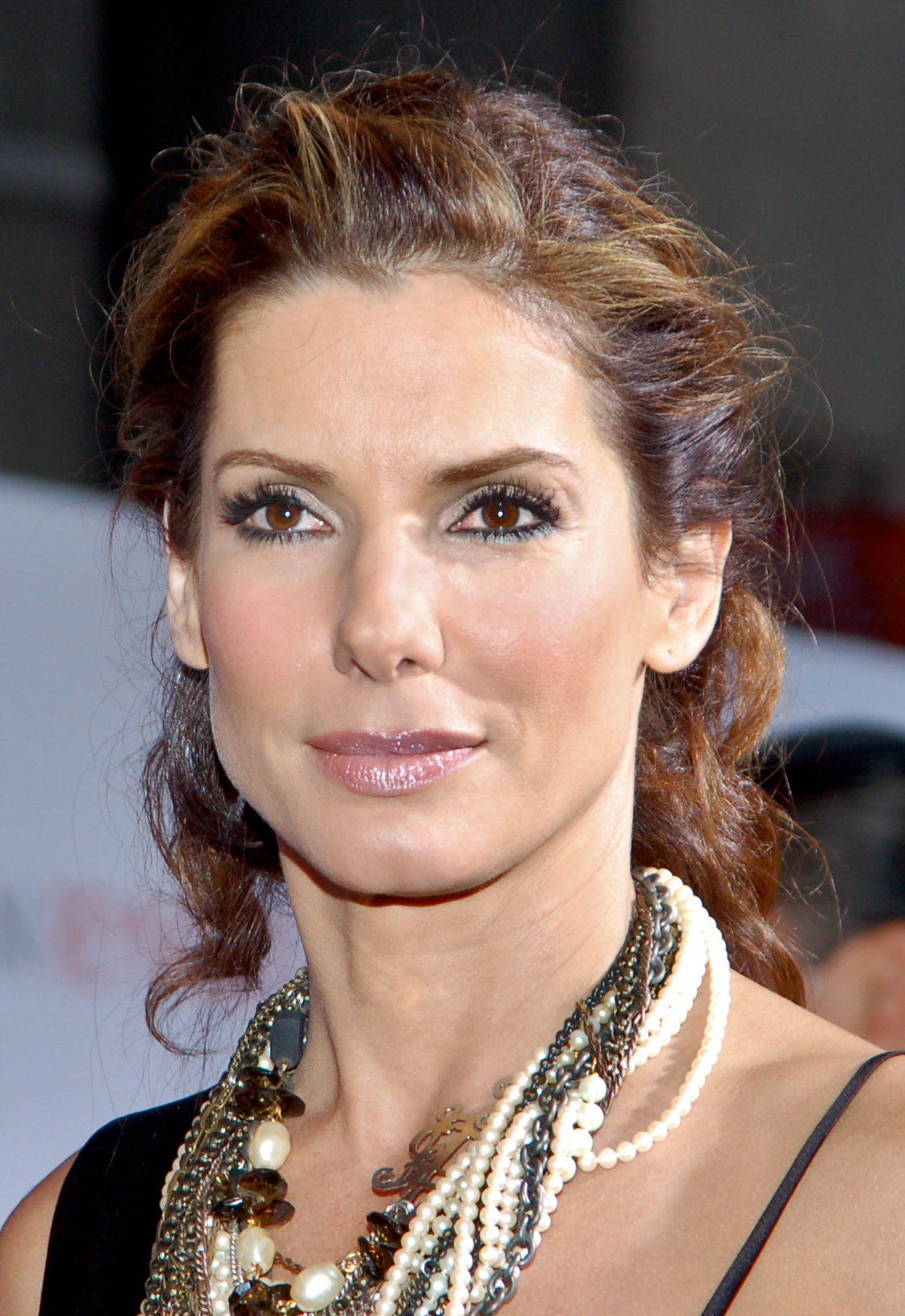
Sandra Bullock como Sarah Lewis.

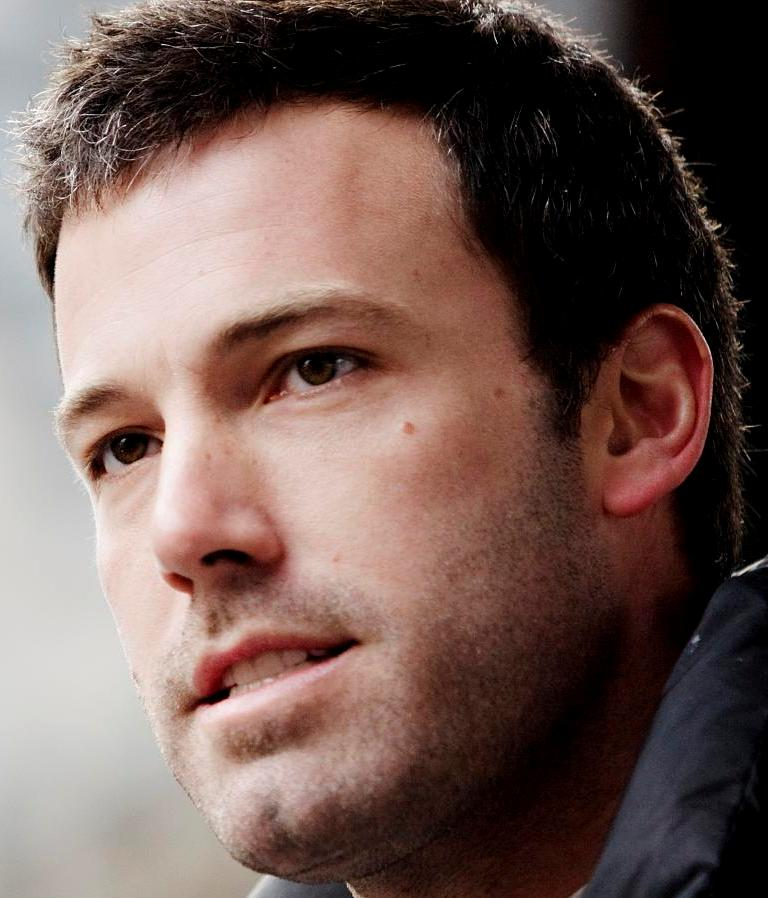
Ben Affleck como Ben Holmes.

- Sandra Bullock como Sarah Lewis.
- Ben Affleck como Ben Holmes.
- Maura Tierney como Bridget Cahill.
- Steve Zahn como Alan.
- Blythe Danner como Virginia.

## Producción
Se rodó entre el 23 de junio y el 11 de septiembre de 1998. Se filmó en diferentes localidades de Estados Unidos como Washington, Chattanooga, Cherokee, Richmond, Savannah y Weehawken.

## Recepción

### Respuesta crítica
Según la página de Internet Rotten Tomatoes obtuvo un 45% de comentarios positivos. Joe Leydon definió la película para Variety como «una extremadamente disfrutable comedia con dos atractivos protagonistas en un viaje por carretera». Richard Corliss señaló que era «el probable primer fracaso de Dreamworks». Según la página de Internet Metacritic obtuvo  críticas mixtas, con un 46%, basado en 26 comentarios de los cuales 8 son positivos.

### Taquilla
Estrenada en 2.058 cines estadounidenses debutó en primera posición con 13 millones de dólares, con una media por sala de 6.564 dólares, por encima de Analyze This. Recaudó en Estados Unidos 52 millones. Sumando las recaudaciones internacionales la cifra asciende a 93 millones. El presupuesto estimado invertido en la producción fue de 75 millones.

### Premios
| Año  | Premio                           | Categoría                                    | Persona(s)                 | Resultado  |
| ---- | -------------------------------- | -------------------------------------------- | -------------------------- | ---------- |
| 2000 | Blockbuster Entertainment Awards | Actor favorito - Comedia/Romance             | Ben Affleck                | Ganador    |
| 2000 | Blockbuster Entertainment Awards | Actriz favorita - Comedia/Romance            | Sandra Bullock             | Candidata  |
| 2000 | Blockbuster Entertainment Awards | Actor de reparto favorito - Comedia/Romance  | Steve Zahn                 | Candidato  |
| 2000 | Blockbuster Entertainment Awards | Actriz de reparto favorita - Comedia/Romance | Maura Tierney              | Candidata  |
| 2000 | Kids Choice Awards               | Actriz de cine favorita                      | Sandra Bullock             | Candidata  |
| 2000 | Kids Choice Awards               | Pareja de cine favorita                      | Sandra Bullock Ben Affleck | Candidatos |
| 1999 | Teen Choice Awards               | Berrinche en cine                            | Sandra Bullock             | Ganadora   |